# Elizabeth MacDonough
Elizabeth MacDonough é uma advogada estadunidense e Parlamentar do Senado dos Estados Unidos desde 2012. Ela é a primeira mulher em posse do cargo.

## Vida e escolaridade
MacDonough cresceu perto da cidade de Washington, graduou-se na escola Greens Farms Academy em 1984 e conseguiu seu bacharelado na Faculdade George Washington em 1988.
Ela começou a sua carreira em 1990 como assistente de referência legislativa na biblioteca do Senado e depois como assistente de negócios de registros do Congresso. Ela deixou o cargo em 1995 para ingressar na Faculdade de Direito de Vermont, graduando-se com o título Juris Doctor em 1998. Durante a faculdade, MacDonough realizou estágios com o Juíz Royce C. Lamberth (Corte do Distrito de Columbia) e para o Serviço de Imigração e Naturalização na cidade de Burlington, Vermont.

## Carreira
Depois de se formar, Elizabeth MacDonough trabalhou como advogada no Departamento de Justiça dos Estados Unidos no setor de Imigração na cidade de Nova Jérsia. Ela ingressou no escritório do Parlamento do Senado em maio de 1999 como assistente parlamentar, sendo promovida para assistente parlamentar sênior em 2002. Ela aconselhou o então Vice Presidente Al Gore acerca do procedimento de contagem de votos que ensejou o caso Bush v. Gore.
Em sua nomeação ao Parlamento em 2012, foi elogiada pelo então parlamentar Alan Frumin como "realista" ao descrever sua impressões pessoais acerca dos funcionários do Capitólio; e pelo Senador Richard Shelby (R-AL) como "esperta, diligente...e integra." O Senador John Thune (R-SD) disse que " Ela é uma conhecedora das tradições do Senado e entende como tudo funciona por aqui" e o Senador Mark Warner (D-VA) disse que ele tinha "zero dúvidas sobre a capacidade dela em ler as leis e fazer as escolhas certas."
Durante o ano de 2015, com os esforços do Congresso em barrar parcialmente a Lei de Proteção ao Paciente e Cuidados Acessíveis, MacDonough conduziu a cláusula que seria responsável por afastar o Conselho Consultivo de Pagamentos Independentes, desqualificando o pacote de leis de 2015 referentes ao Plano de Resgate Econômico no Senado pela Lei de Byrd, que exigia que planos de resgate econômicos deveriam ter um efeito orçamentário. Em vez do voto da maioria simples de 51 votos necessária para passar um plano de resgate, o pacote de leis de 2015 requisitou 60 votos para ser aprovado pelo Senado, o que efetivamente matou a legislação perante o Senado, já que os Republicanos não possuíam o número de votos necessários. O Senador Ted Cruz (R-TX) recomendou que MacDonough fosse demitida ou ignorada, apesar deste procedimento ser oficialmente feito pelo presidente do Senado (Em 2015, o responsável era o então Vice Presidente Joe Biden), demitir MacDonough não faria qualquer diferença, e o Senador John Coryny (R-TX), que era Senador Sênior do Texas na época, rejeitou a fala de Cruz, alegando que destituir MacDonough seria o mesmo que " demitir um Juiz por discordar de seu julgamento."
Durante a tramitação da Lei de Cortes de Impostos e Geração de Empregos (Tax Cuts and Jobs Act) de 2017 MacDonough repeliu a emenda Johnson, que limitava a liberdade de expressão política de Igrejas, alegando que esta não poderia ser acrescentada na Lei.
Em janeiro de 2017, o presidente da Câmara dos Deputados Paul Ryan (R-WI) disse que MacDonough seria a pessoa que "vigiaria" o Senado, porque a reconciliação orçamentária seria novamente a ferramenta usada para uma tentativa de aprovar emendas à Lei de Proteção ao Paciente e Cuidados Acessíveis.
Em janeiro de 2017, MacDonough decidiu de forma controversa uma inclusão na Lei de Cortes de Impostos e Geração de Empregos (Tax Cuts and Jobs Act) de 2017, que iria permitir a abertura da área destinada ao 1002 da ANWR (Ato de Conservação da vida selvagem do Alasca) para perfuração de petróleo e gás, atendia as condições da Lei de Byrd referente a reconciliação orçamentária.
Em 2017, MacDonough leu os termos da Lei do Senado XIX para o Senador Steve Daines (R-MT) presidindo uma sessão do Senado, que Daines repetiu cuidadosamente enquanto alertava a senadora Elizabeth Warren (D-MA) por ler as declarações de Ted Kennedy e Coretta Scott King condenando a nomeação de Jeff Sessions. O Senado em seguida votou 49 a 43 para apoiar a objeção de Mitch McConnell de que Warren havia impugnado o caráter de Jeff Sessions.
Em um discurso de formatura de 2018 em sua antiga Faculdade, a Universidade de Direito de Vermont, MacDonough criticou a citada "Opção Nuclear" (um procedimento do Senado Americano de último recurso, ocorre quando o líder da maioria decide votar uma mudança de regras por maioria simples para esquivar um obstrucionismo.) de 2013 e 2017 como uma "derrota dolorosa que tentei não levar para o lado pessoal". A votação de 2013 removeu a necessidade de três quintos dos votos para indeferir todas as nomeações extrajudiciais e judiciais exceto aquelas para a Suprema Corte, enquanto a votação de 2017 removeu a exigência de nomeações para a Suprema Corte.
MacDonough se destacou principalmente no ano de 2020 com o julgamento do impeachment de Donald Trump devido ao seu papel em aconselhar o Juiz-Chefe John Roberts referente aos procedimentos parlamentares enquanto este presidia o julgamento.
MacDonough foi elogiada pelo Presidente do Senado pro tempore Patrick Leahy (D-VT) e pelo ex-líder da maioria John Cornyn (R-TX), por Leahy foi dito que ele "já esteve com muitos, muitos parlamentáres. Todos excelentes, mas ela era a melhor", e por Cornyn foi dito que "ela é durona" e "Direto ao ponto." No entanto, ela mudou o seu posicionamento duas semanas depois, após considerar novos argumentos sobre o cronograma do senador Chuck Grassley (R-Iowa) e do senador Ron Wyden (D-Ore)..
MacDonough discursa publicamente apenas uma vez ao ano perante o programa Jovem Senador dos Estados Unidos.
Em janeiro de 2021, MacDonough e sua equipe protegeram as urnas do colégio eleitoral durante a eleição presidencial americana de 2020, removendo-os para um local seguro enquanto manifestantes invadiam o prédio do Capitólio.
Em fevereiro de 2021, ela decidiu contra o salário mínimo de $15 proposto pelo presidente Biden e a sua proposta de inclusão do pacote de auxílio ao Covid-19 de ser incluído através da Lei de Byrd pela reconciliação orçamentária.
Em abril de 2021, ela determinou que os democratas podem aprovar leis de gastos por maioria simples, usando um procedimento específico para a reconciliação orçamentária. No passado, essa regra era limitada a ser utilizada uma vez por ano. Mas MacDonough decidiu que a regra poderia ser usada várias vezes por ano se o projeto possuísse relação com o orçamento.
Em setembro de 2021, ela decidiu contra a permissão de um procedimento que permitira a legalização de milhões de imigrantes fosse incluído no projeto de reconciliação orçamentária dos Democratas no valor de US $ 3,5 trilhões, declarando que "mudar a lei para abrir caminho para o status de (residente permanente legal) é uma política de enorme e duradoura mudança que supera o impacto orçamentário."

## Vida pessoal
MacDonough mora em Arlington, Virginia.